# Brachyteles
Brachyteles là một chi động vật có vú trong họ Atelidae, bộ Linh trưởng. Chi này được Spix miêu tả năm 1823. Loài điển hình của chi này là Brachyteles macrotarsus Spix, 1823 (= Ateles arachnoides É. Geoffroy, 1806).

## Hình ảnh

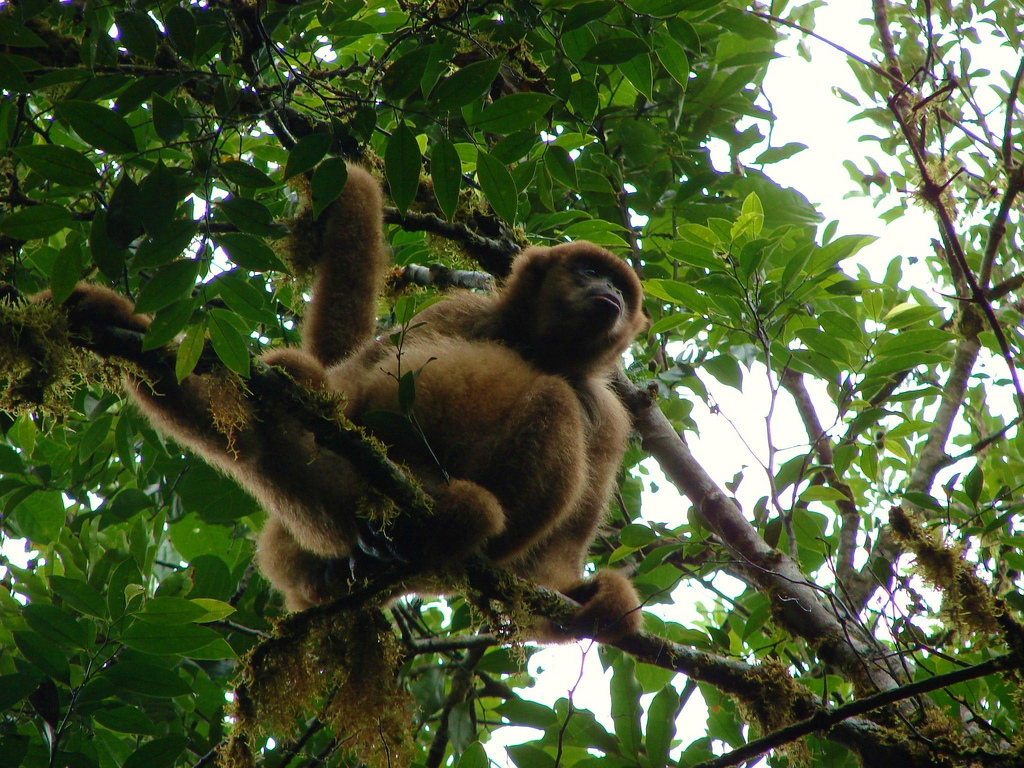
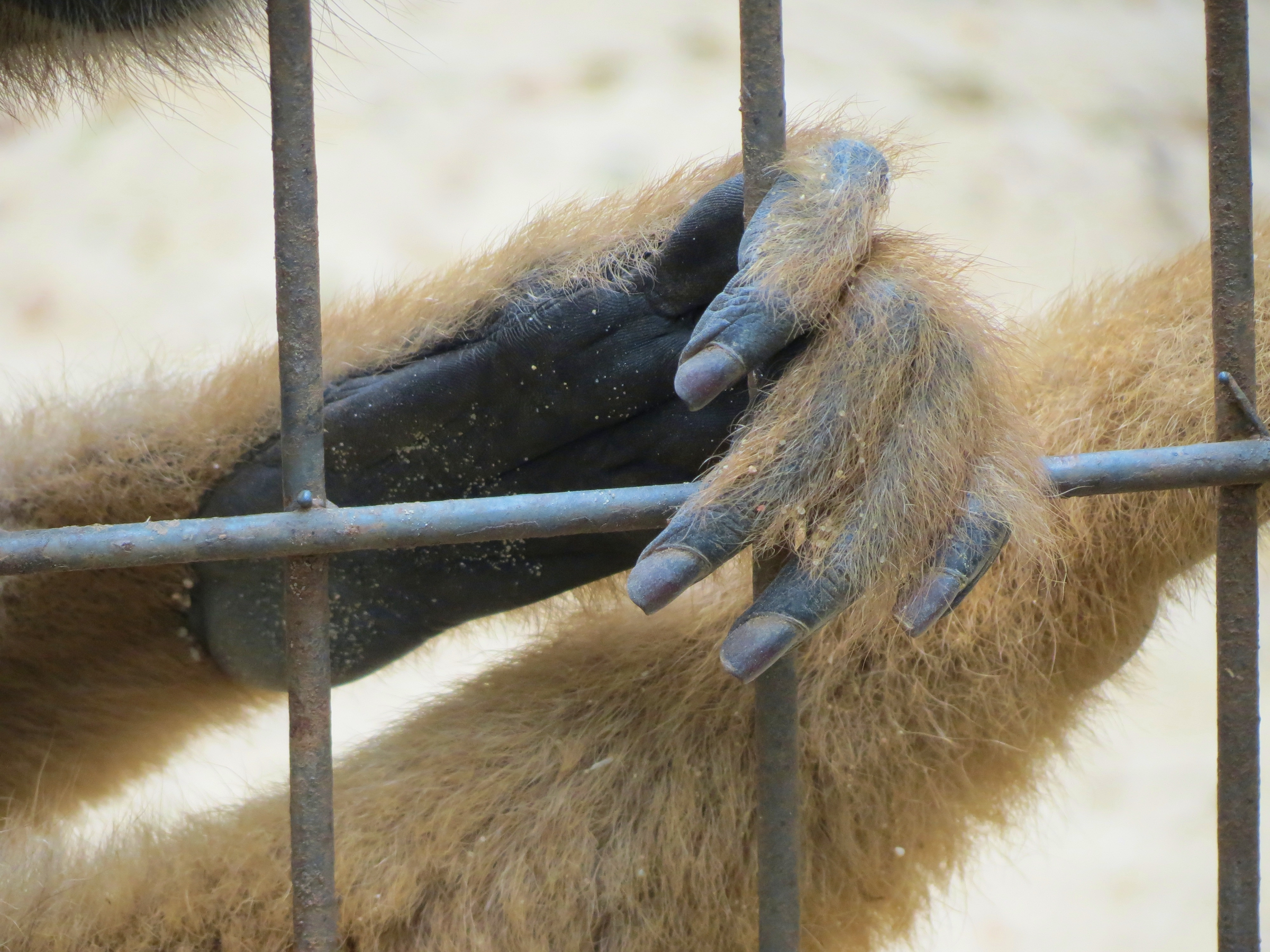
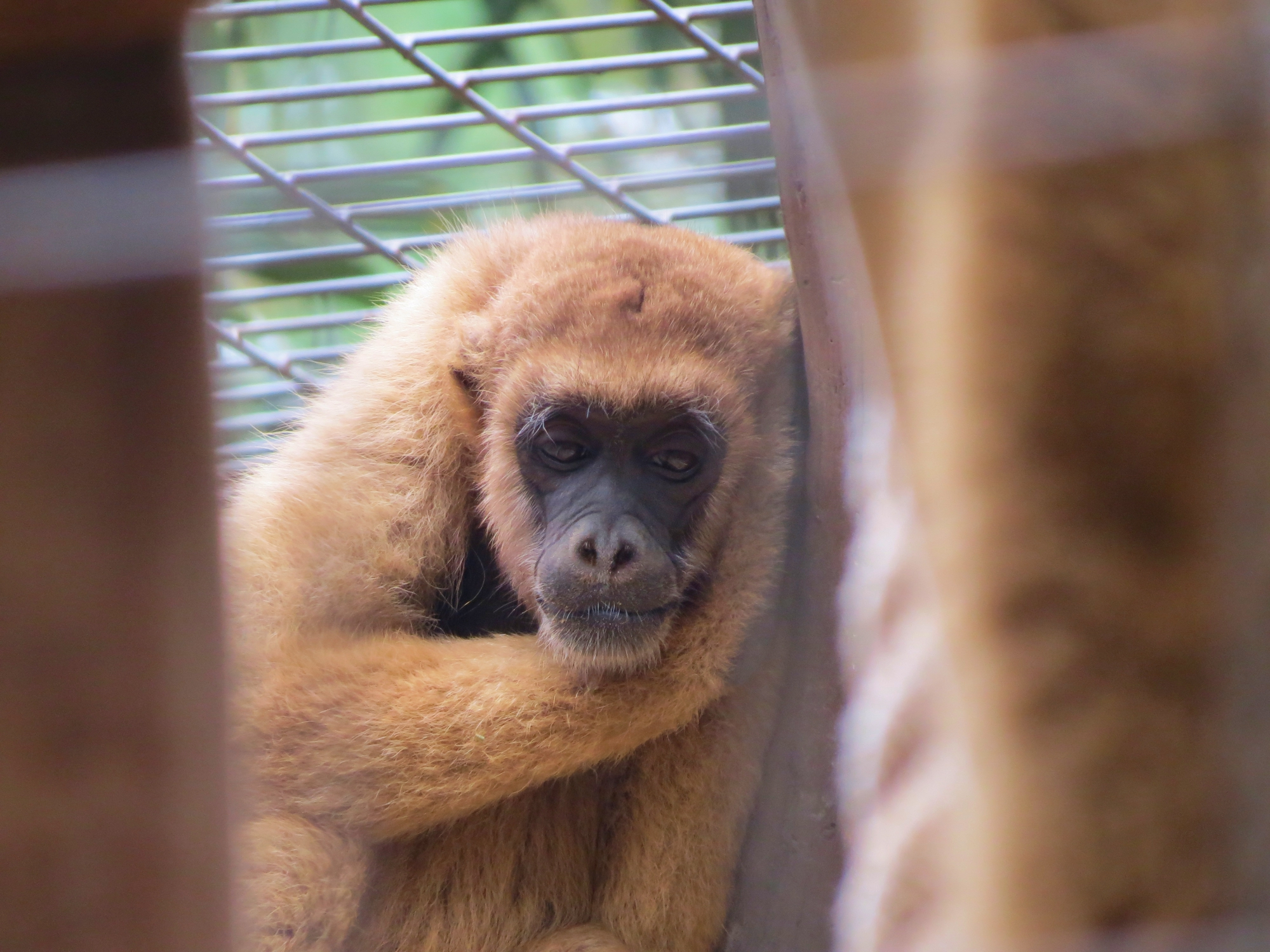

## Các loài
Chi này gồm các loài:
- Brachyteles arachnoides
- Brachyteles hypoxanthus